# Purple Gang

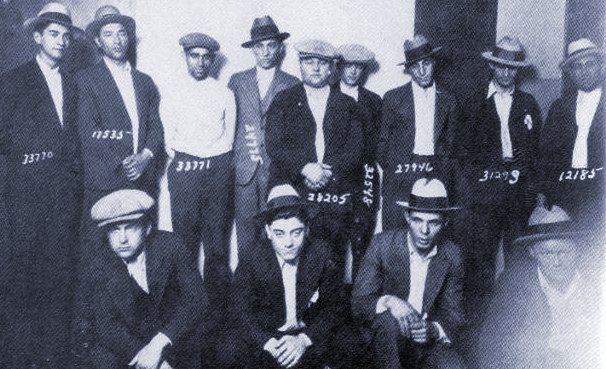

La Purple Gang era una banda criminale di origine ebraica che operava principalmente a Detroit dal 1927 al 1932. I membri erano principalmente figli di immigrati di bassa estrazione socio-economica, tendenzialmente ebrei di origine russa.
Fin dall'inizio si distinsero per il loro comportamento violento. Il nome derivò da un episodio accaduto quando ancora giovani compivano atti vandalici per Detroit: un macellaio vittima della gang, rivolgendosi alla polizia, disse: "Quei ragazzi non sono come i loro coetanei, sono senza colore" ed il poliziotto rispose: "Sì, sono marci, sono violacei come la carne andata a male, sono una Purple Gang".
Quando entrò in vigore la legge sul proibizionismo, la banda capì la potenzialità di affari nel commercio clandestino di alcolici. Comandavano essenzialmente i quattro fratelli Abe, Joe, Raymond e Isadore Bernstein. Rubavano i carichi di bottiglie anche ad altre bande consolidate e spesso uccidevano tutti.
La Purple Gang venne anche usata per azioni terroristiche da alcuni sindacalisti corrotti in una guerra tra sindacati, la "Cleaners and Dyers War".
Anche Al Capone a Chicago iniziò ad acquistare da loro il whisky canadese per evitare di iniziare una guerra sanguinosa con la gang. Per diverso tempo i membri della gang ebbero una particolare immunità dai controllo della polizia, fino a quando la banda sparì per faide interne, principalmente in quello che venne definito il "Massacro di Collingwood".
La Purple Gang è nominata nel film "Agente 007 - Missione Goldfinger". Il suo boss Helmut M. Springer è presente ad una riunione con Goldfinger, per essere poi ucciso da Oddjob, l'autista di Goldfinger, mentre lo portava all'aeroporto, a causa del suo rifiuto di partecipare all'Operazione Grande Slam. È anche citata in un verso della canzone Jailhouse Rock (singolo), di Jerry Leiber e Mike Stoller, resa famosa da Elvis Presley.